# ドミニク・レッセル
ドミニク・レッセル（Dominic Ressel、1993年10月5日- ）は、ドイツ・シュレースヴィヒ＝ホルシュタイン州キール出身の柔道家。階級は81kg級。身長177cm。63kg級で活躍するイギリスのエイミー・リブゼーとは恋人同士の関係にある。

## 経歴
2013年の世界ジュニア81kg級で3位になった。2016年のリオデジャネイロオリンピックには出場できなかったが、グランドスラム・東京で2位になった。2017年のヨーロッパ選手権では2位となった。2018年の世界選手権では準決勝で藤原崇太郎に支釣込足で敗れるなどして5位だった。2019年のグランドスラム・パリでは決勝でイスラエルのサギ・ムキに逆転勝ちで優勝したが、地元のグランドスラム・デュッセルドルフでは準決勝で藤原に技ありで敗れて3位だった。2021年7月に日本武道館で開催された東京オリンピックでは5位だった。混合団体では3位になった。
IJF世界ランキングは4365ポイント獲得で3位（23/11/6現在）。

## 主な戦績
- 2013年 - 世界ジュニア 3位
- 2014年 - ベルギー国際 優勝
- 2014年 - U23ヨーロッパ選手権 3位
- 2015年 - グランドスラム・バクー 3位
- 2016年 - グランプリ・デュッセルドルフ 3位
- 2016年 - ヨーロッパオープン・グラスゴー 優勝
- 2016年 - グランドスラム・東京 2位
- 2017年 - ベルギー国際 優勝
- 2017年 - ヨーロッパ選手権 2位
- 2017年 - グランプリ・ハーグ 2位
- 2018年 - グランドスラム・デュッセルドルフ 3位
- 2018年 - グランプリ・ザグレブ 優勝
- 2018年 - 世界選手権 5位
- 2018年 - グランプリ・ハーグ 3位
- 2019年 - グランドスラム・パリ 優勝
- 2019年 - グランドスラム・デュッセルドルフ 3位
- 2019年 - グランプリ・フフホト 3位
- 2019年 -　グランドスラム・アブダビ 3位
- 2021年 -　東京オリンピック 5位
- 2021年 -　東京オリンピック混合団体 3位
- 2023年 -　グランドスラム・アスタナ　3位
- 2023年 - ヨーロッパ選手権　3位

（出典、JudoInside.com）